# Valverde de Mérida
Valverde de Mérida – gmina w Hiszpanii, w prowincji Badajoz, w Estramadurze, o powierzchni 51,65 km². W 2011 roku gmina liczyła 1138 mieszkańców.